# Anagnota
Genre
Anagnota est un genre d'insectes diptères de la famille des Anthomyzidae.

## Liste d'espèces
Selon BioLib (13 janvier 2019) :
- Anagnota bicolor (Meigen, 1838)
- Anagnota coccinea Roháček & Freidberg, 1993
- Anagnota major Roháček & Freidberg, 1993
- Anagnota oriens Roháček, 2006